# Freycinetia warburgii
Freycinetia warburgii är en enhjärtbladig växtart som beskrevs av Adolph Daniel Edward Elmer. Freycinetia warburgii ingår i släktet Freycinetia och familjen Pandanaceae.
Artens utbredningsområde är Filippinerna. Inga underarter finns listade.